# Hoedown/Living Sin
Hoedown/Living Sin è il quinto singolo del gruppo progressive rock britannico Emerson, Lake & Palmer, pubblicato nel 1972 dalla Island (catalogo 6837 078) ed estratto dall'album Trilogy dello stesso anno.

## I brani

### Hoedown
Hoedown, presente sul lato A del disco, è la versione rock dell'omonimo brano tratto dal balletto Rodeo, musicato dal compositore statunitense Aaron Copland nel 1942.

### Living Sin
Living Sin, presente sul lato B del disco, è il brano già pubblicato come lato B del singolo From the Beginning. Verrà ripubblicato 5 anni dopo – sempre come retro – nell'edizione italiana contenente, sul lato A, il brano Fanfare for the Common Man (sempre di Copland) estratto dal doppio album Works Volume 1.

## Tracce

### Lato A
1. Hoedown (dal balletto Rodeo) – 3:48 (musica: Aaron Copland – arr.: Emerson, Lake & Palmer)

### Lato B
1. Living Sin (vocale) – 3:11 (testo: Carl Palmer – musica: Greg Lake, Keith Emerson)

## Musicisti
- Keith Emerson – organo Hammond, moog[1]
- Greg Lake – basso, voce[2]
- Carl Palmer – batteria